# Füllsender

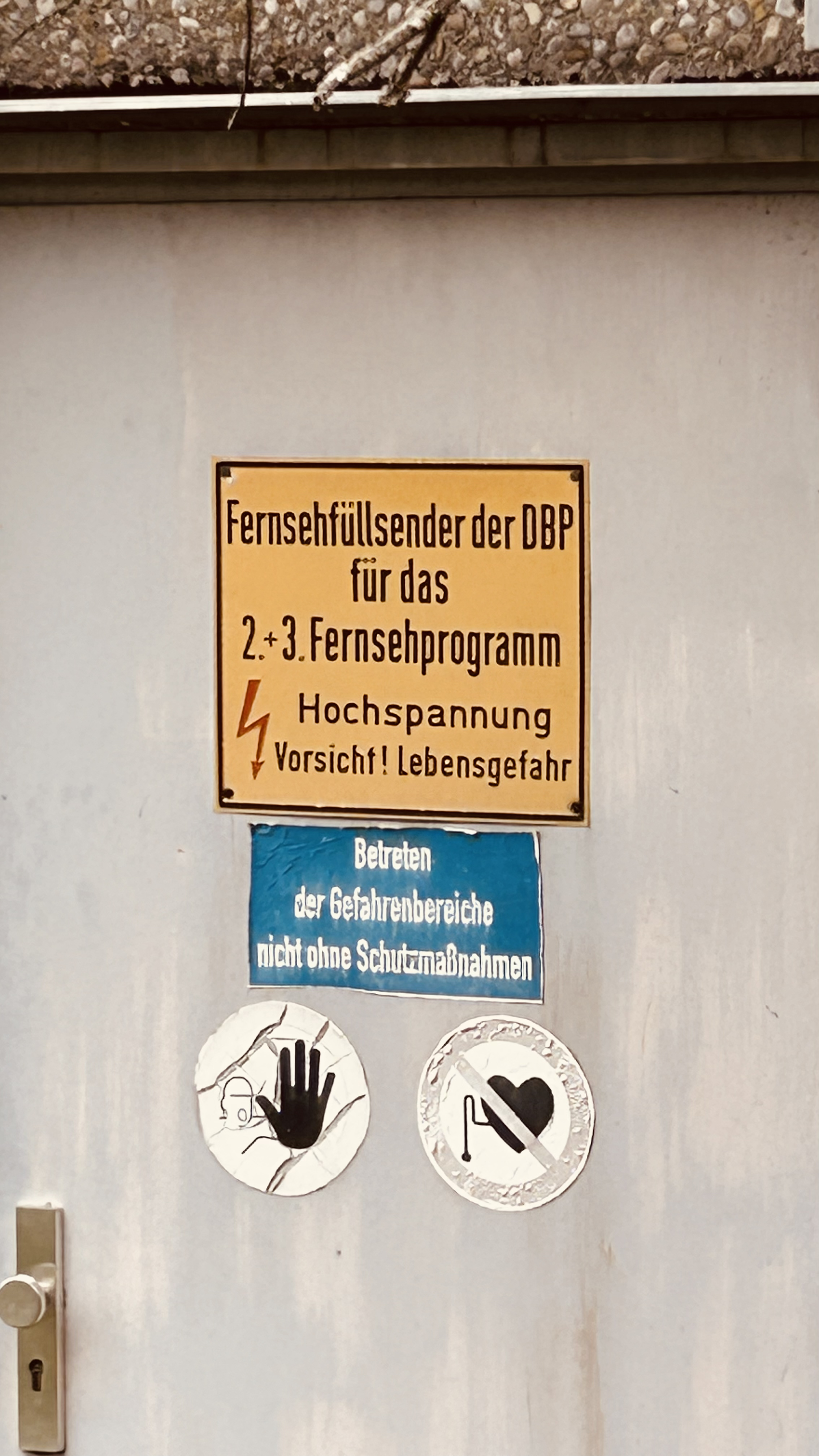

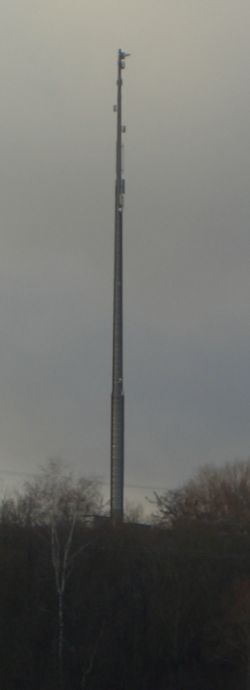
Mast mit Füllsenderantenne und anderen Antennen

Ein Füllsender ist ein terrestrischer Sender meist mittlerer oder kleinerer Sendeleistung zur Versorgung von Gebieten, die von Grundnetzsendern oder anderen Füllsendern nicht ausreichend versorgt werden können. Füllsender werden sowohl für die Verbreitung von Hörfunkprogrammen im Mittelwellenbereich als auch im DAB, UKW-Bereich und für die Verbreitung von Fernsehprogrammen eingesetzt. 
Im Langwellenbereich werden üblicherweise keine Füllsender betrieben. Dies gilt auch für den Kurzwellenbereich, der nur zur Versorgung von Gebieten fernab der Senderstandorte dient.
An einem Sendestandort können sich sowohl Füllsender als auch Grundnetzsender befinden, so beispielsweise ein Füllsender für Mittelwelle am Standort eines UKW-Grundnetzsenders.
Füllsender können ihr Programm – wie Grundnetzsender auch – über Modulationsleitungen, Richtfunkstrecken, über Satellit oder von einem gut empfangbaren entfernten Grundnetzsender erhalten.

## Umsetzer für analoge Fernsehprogramme
Vor allem beim analogen Fernsehen wie bei PAL wurden viele Füllsender als Umsetzer betrieben, indem sie das Sendesignal mittels Ballempfang von einem Grundnetzsender oder anderen Füllsender erhielten und nach anschließender Frequenzumsetzung und Verstärkung (siehe Umsetzer) wieder aussendeten. Die Frequenzumsetzung ist zur Vermeidung von sogenannten Geisterbildern auf Grund von Interferenzen erforderlich.

## Füllsender für digitale Fernsehprogramme (DVB-T)
Beim DVB-T und dem Nachfolgestandard DVB-T2 ist der Einsatz von Füllsendern, die gemeinsam in einem Gleichwellennetz arbeiten, möglich. Durch die Verwendung von COFDM ist keine Frequenzumsetzung zur Vermeidung von Interferenzen wie beim analogen Fernsehempfang erforderlich.

## Füllsender für analoges Radio auf der Mittelwelle
Der Einsatz von Radiosendern, die gemeinsam in einem Gleichwellennetz arbeiten, ist auch für die Aussendung von Rundfunksignalen auf Mittelwelle möglich. In Deutschland wurde diese Technik vor und im Zweiten Weltkrieg zur vollständigen Abdeckung des Deutschen Reiches mit möglichst wenigen, aber dafür sehr leistungsstarken Radiosendern verwendet. So arbeiteten bis zur Abschaltung der Sender Hof (Hohensaas) und der Sender Würzburg (Frankenwarte) im Gleichwellenbetrieb.
Typische Sendeleistungen eines Füllsenders sind:
- Mittelwelle: bis 10 kW
- UKW: bis 1 kW (in der Regel 10 W–500 W)
- Fernsehen: bis 1 kW (je nach Frequenzbereich)

## Bilder

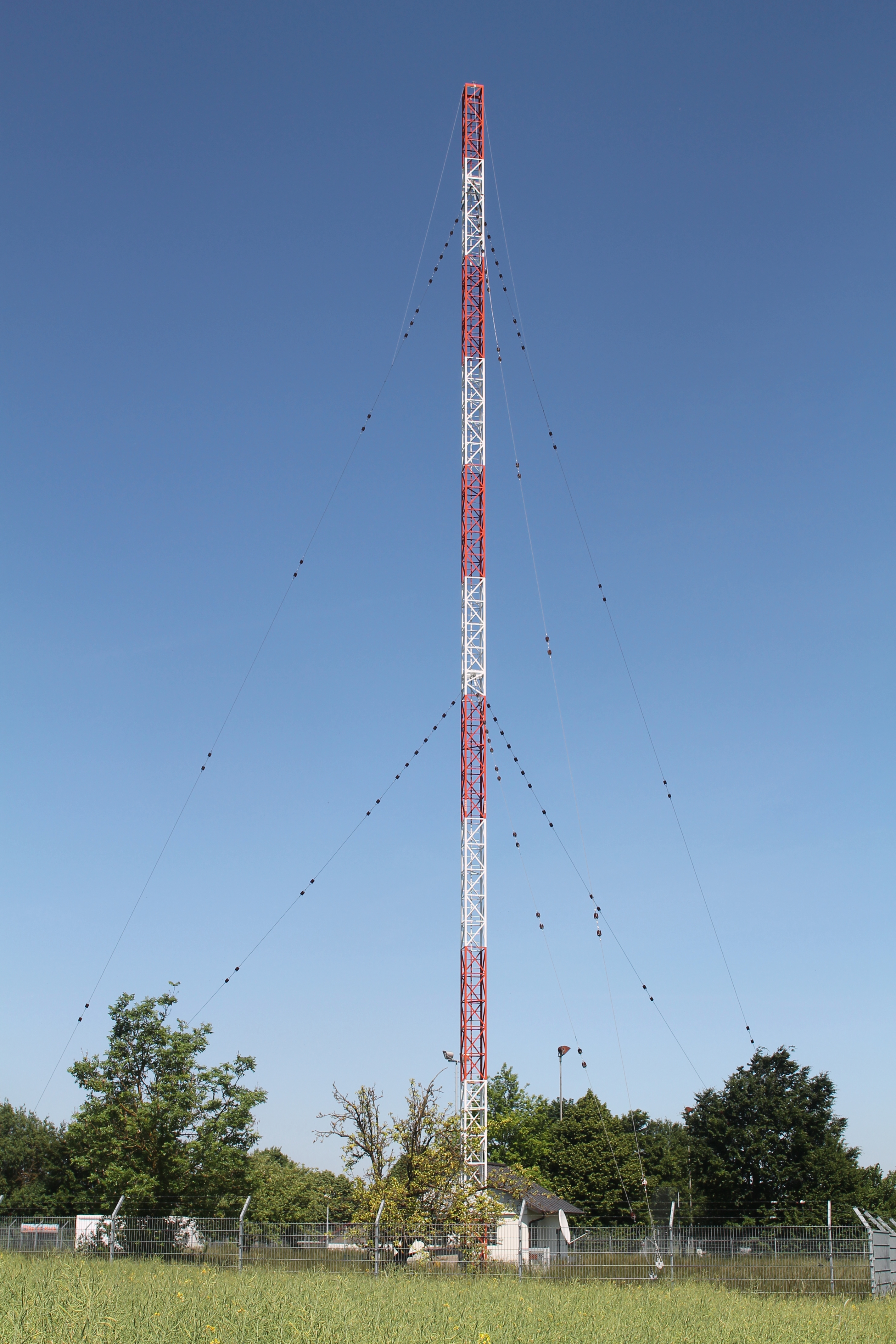
Füllsender für Mittelwelle
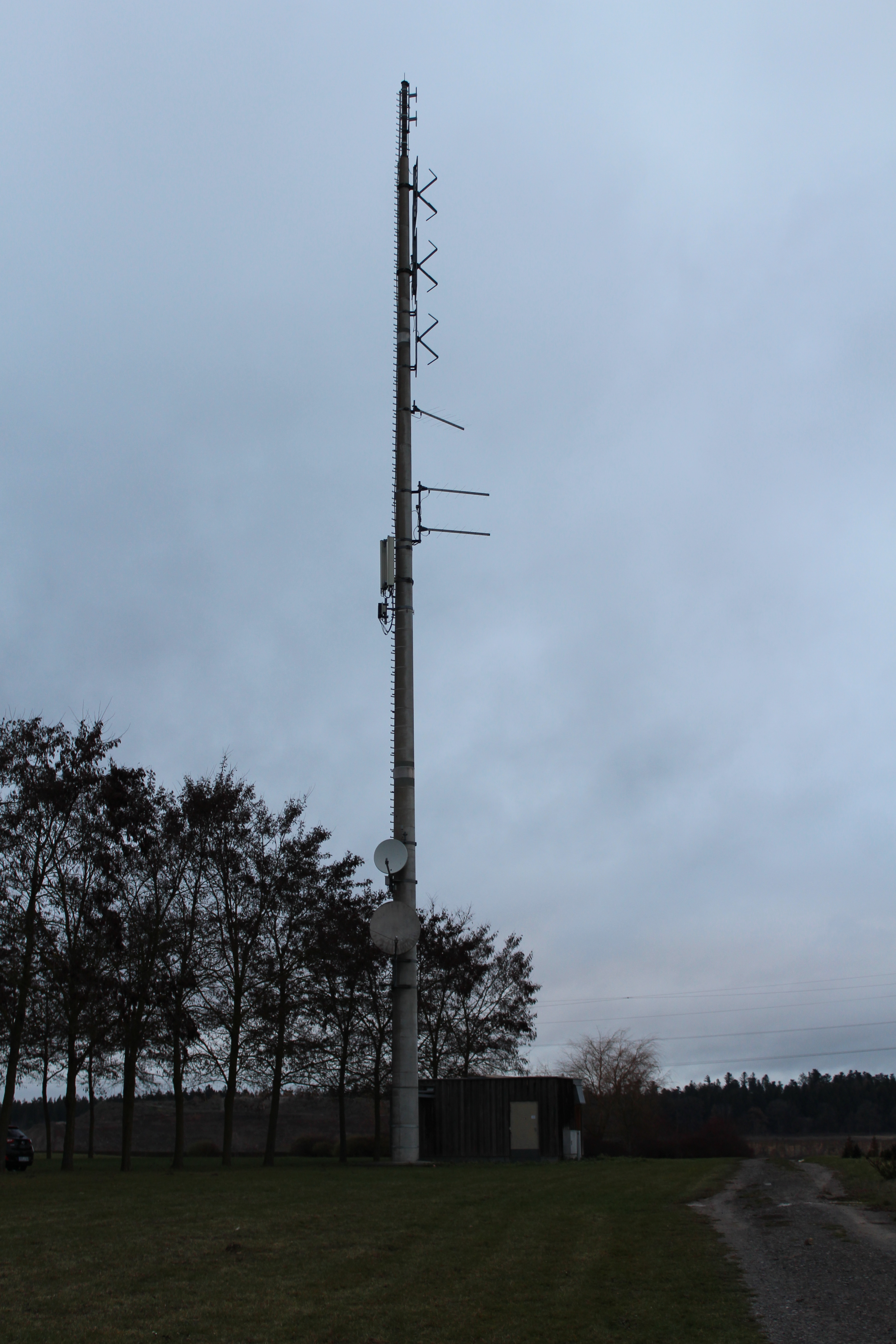
Füllsender für UKW